# Фторид нитрозила
Фтори́д нитрози́ла — неорганическое соединение, соль, образуемая нитрозил-ионом и остатком фтористоводородной кислоты с формулой (NO)F, бесцветный газ (голубоватая жидкость при −60°С), хорошо растворимый в HF, реагирует с водой.

## Получение
- Реакция оксида азота с фтором на холоде:

{\displaystyle {\mathsf {2NO+F_{2}\ {\xrightarrow {}}\ 2(NO)F}}}
- Разложение фторида нитрила:

{\displaystyle {\mathsf {2(NO_{2})F\ {\xrightarrow {300^{o}C}}\ 2(NO)F+O_{2}}}}
- Восстановление фторида нитрила:

{\displaystyle {\mathsf {3(NO_{2})F+Fe\ {\xrightarrow {150-200^{o}C}}\ 2(NO)F+Fe_{2}O_{3}}}}

## Физические свойства
Фторид нитрозила — бесцветный газ (голубоватая жидкость при −60°С), хорошо растворимый в HF.
С безводным фтористым водородом образует аддукты вида (NO)F·n HF, где n = 3, 4, 6 и 7, которые имеют строение (NO)Hn Fn +1.

## Химические свойства
- Реагирует с холодной водой:

{\displaystyle {\mathsf {(NO)F+H_{2}O\ {\xrightarrow {}}\ HNO_{2}+HF}}}
- и с горячей:

{\displaystyle {\mathsf {3(NO)F+2H_{2}O\ {\xrightarrow {}}\ 2NO\uparrow +HNO_{3}+3HF}}}
- Реагирует с щелочами:

{\displaystyle {\mathsf {(NO)F+2NaOH\ {\xrightarrow {}}\ NaNO_{2}+NaF+H_{2}O}}}
- Реагирует с озоном:

{\displaystyle {\mathsf {(NO)F+O_{3}\ {\xrightarrow {}}\ (NO_{2})F+O_{2}}}}
- Реагирует с фтором с образованием трифторид-оксид азота:

{\displaystyle {\mathsf {(NO)F+F_{2}\ {\xrightarrow {}}\ (NO)F_{3}}}}
- Реагирует с красным фосфором:

{\displaystyle {\mathsf {5(NO)F+P\ {\xrightarrow {}}\ PF_{5}+5NO}}}
- Реагирует с оксидом кремния:

{\displaystyle {\mathsf {4(NO)F+SiO_{2}\ {\xrightarrow {}}\ SiF_{4}+2NO+2NO_{2}}}}

## Применение
- Фторирующий агент.